# 石岡子 (新竹縣)
石岡子，原寫為石崗仔，是臺灣新竹縣關西鎮的一個傳統地域名稱，位於該鎮西部。相較於今日行政區，其範圍大致與石光里相近。

## 歷史
台灣清治末期至日治初期，石崗仔地區為一街庄，稱為「石崗仔庄」，隸屬於竹北二堡。該庄北與大旱坑庄為鄰，東與水坑庄為鄰，南邊隔鳳山溪與坪林庄、下南片庄為界，西邊為五分埔庄、老焿藔庄。
1901年（日治明治三十四年）11月，全台廢縣廳改設二十廳，該庄隸屬於桃園廳鹹菜硼支廳鹹菜硼街第26區，
第26區下轄有：石崗仔庄、老焿藔庄、大旱坑庄、茅仔埔庄、水坑庄、坪林庄、上橫坑庄、下橫坑庄、下南片庄等9庄。(即今新竹縣關西鎮外六里)。
1909年（明治四十二年）10月，合併二十廳為十二廳，該庄隸屬桃園廳鹹菜硼支廳鹹菜硼街不變，但改稱第26區為石崗仔區。
1920年（大正九年），廢十二廳改設五州二廳，該庄改制為「石岡子」大字，改隸屬於新竹州新竹郡關西庄。1941年，關西庄升格為關西街。
戰後關西街改制為關西鎮，隸屬於新竹縣，大字亦改制為里，及現今之石光里。1950年桃、竹、苗分治，關西鎮隸屬不變。

## 交通
縣道118號是舊港至羅浮的道路，也是鳳山溪流域的主要連絡道路，大致以橫向轉西北西—東南東走向經過石岡子地區，向西可前往新埔、竹北、南寮並止於縣道122號路口，向東可前往關西市區、馬武督、羅浮並止於省道台7線路口。
鄉道竹21線是石岡子至芎林的道路，其北側端點位於本地區中部石光國小旁的縣道118號路口。由此向南南東大可前往坪林西部、下橫坑、水坑、芎林市區並止於縣道123號路口。

## 學校
- 石光國小